# 매정
매정(媒精)은 생식을 위한 수정을 목적으로, 포유류의 자궁이나 난생의 수란관에 정액을 주입하는 과정을 가리킨다. 이 과정을 통하면 성교나 짝짓기의 과정을 반드시 수반하지 않고도 정액을 주입할 수 있다.

## 같이 보기
- 수정
- 인공수정
- 정자 기부